# Sciurinae
Los esciurinos (Sciurinae) son una subfamilia de roedores esciuromorfos de la familia Sciuridae. Dicha subfamilia contiene las ardillas voladoras, junto con algunas ardillas arborícolas. Las fuentes antiguas situaban a las ardillas voladoras en una subfamilia separada (Pteromynae), y a todas las demás en Sciurinae, pero esto fue rebatido gracias a los modernos estudios genéticos.[cita requerida]

## Clasificación
Subfamilia Sciurinae
- Tribu Sciurini
  - Género  Microsciurus (ardillas enanas)
    - Microsciurus alfari
    - Microsciurus flaviventer
    - Microsciurus mimulus
    - Microsciurus santanderensis

  - Género Rheithrosciurus
    - Rheithrosciurus macrotis

  - Género Sciurus
    - Subgénero Sciurus
      - Sciurus alleni
      - Sciurus arizonensis
      - Sciurus aureogaster
      - Sciurus carolinensis
      - Sciurus colliaei
      - Sciurus deppei
      - Sciurus lis
      - Sciurus nayaritensis
      - Sciurus niger
      - Sciurus oculatus
      - Sciurus variegatoides
      - Sciurus vulgaris
      - Sciurus yucatanensis

    - Subgénero Otosciurus
      - Sciurus aberti

    - Subgénero Guerlinguetus
      - Sciurus aestuans
      - Sciurus argentinius
      - Sciurus gilvigularis
      - Sciurus granatensis
      - Sciurus ignitus
      - Sciurus ingrami
      - Sciurus pucheranii
      - Sciurus richmondi
      - Sciurus sanborni
      - Sciurus stramineus

    - Subgénero Tenes
      - Sciurus anomalus

    - Subgénero Hadrosciurus
      - Sciurus flammifer
      - Sciurus pyrrhinus

    - Subgénero Hesperosciurus
      - Sciurus griseus

    - Subgénero Urosciurus
      - Sciurus igniventris
      - Sciurus spadiceus

  - Género Syntheosciurus
    - Syntheosciurus brochus

  - Género Tamiasciurus (ardillas de los pinos)
    - Tamiasciurus douglasii
    - Tamiasciurus hudsonicus
    - Tamiasciurus mearnsi

- Tribu Pteromyini (ardillas voladoras)
  - Subtribu Glaucomyina
    - Género Eoglaucomys
      - Eoglaucomys fimbriatus

    - Género Glaucomys (ardillas voladoras del Nuevo Mundo)
      - Glaucomys volans
      - Glaucomys sabrinus

    - Género Hylopetes
      - Hylopetes alboniger
      - Hylopetes baberi
      - Hylopetes bartelsi
      - Hylopetes lepidus
      - Hylopetes nigripes
      - Hylopetes phayrei
      - Hylopetes platyurus
      - Hylopetes sipora
      - Hylopetes spadiceus
      - Hylopetes winstoni

    - Género Iomys
      - Iomys horsfieldi
      - Iomys sipora

    - Género Petaurillus (ardillas voladoras pigmeas)
      - Petaurillus emiliae
      - Petaurillus hosei
      - Petaurillus kinlochii

    - Género Petinomys
      - Petinomys crinitus
      - Petinomys fuscocapillus
      - Petinomys genibarbis
      - Petinomys hageni
      - Petinomys lugens
      - Petinomys mindanensis
      - Petinomys sagitta
      - Petinomys setosus
      - Petinomys vordermanni

  - Subtribu Pteromyina
    - Género Aeretes
      - Aeretes melanopterus

    - Género Aeromys (grandes ardillas negras voladoras)
      - Aeromys tephromelas
      - Aeromys thomasi

    - Género Belomys
      - Belomys pearsonii

    - Género Biswamoyopterus
      - Biswamoyopterus biswasi

    - Género Eupetaurus
      - Eupetaurus cinereus

    - Género Petaurista
      - Petaurista alborufus
      - Petaurista elegans
      - Petaurista magnificus
      - Petaurista nobilis
      - Petaurista philippensis
      - Petaurista xanthotis
      - Petaurista leucogenys
      - Petaurista petaurista

    - Género Pteromys (ardillas voladoras del Viejo Mundo)
      - Pteromys volans
      - Pteromys momonga

    - Género Pteromyscus
      - Pteromyscus pulverulentus

    - Género Trogopterus
      - Trogopterus xanthipes